# Малая Запорная (приток Лысьвы)
Малая Запорная — река в Лысьвенском муниципальном округе Пермского края, приток Лысьвы, притока Чусовой. Длина реки 10 км, площадь водосбора — 99 км². Истоки в лесах примерно в 5 км восточнее города Лысьва, основное направление течения сначала на запад, затем на юго-запад. Впадает в Лысьву (верховья Лысьвенского пруда) справа, в 45 км от её устья, на южной окраине города.

## Данные водного реестра
По данным государственного водного реестра России, река относится к Камскому бассейновому округу, бассейн реки Кама, подбассейн — Кама до Куйбышевского водохранилища (без бассейнов рек Белой и Вятки), водохозяйственный участок реки — Чусовая от в/п пгт. Кын до устья. Код объекта в государственном водном реестре — 10010100712111100011979.